# Endless Forms Most Beautiful
Endless Forms Most Beautiful ist das achte Studioalbum der finnischen Symphonic-Metal-Band Nightwish. Es erschien am 27. März 2015 über Nuclear Blast und ist das erste Album mit der Sängerin Floor Jansen. Endless Forms Most Beautiful ist ein Konzeptalbum über die von Charles Darwin aufgestellte Evolutionstheorie sowie die Lust am Leben. Das Album erreichte Platz eins der finnischen und tschechischen Albumcharts.

## Entstehung

### Besetzungswechsel

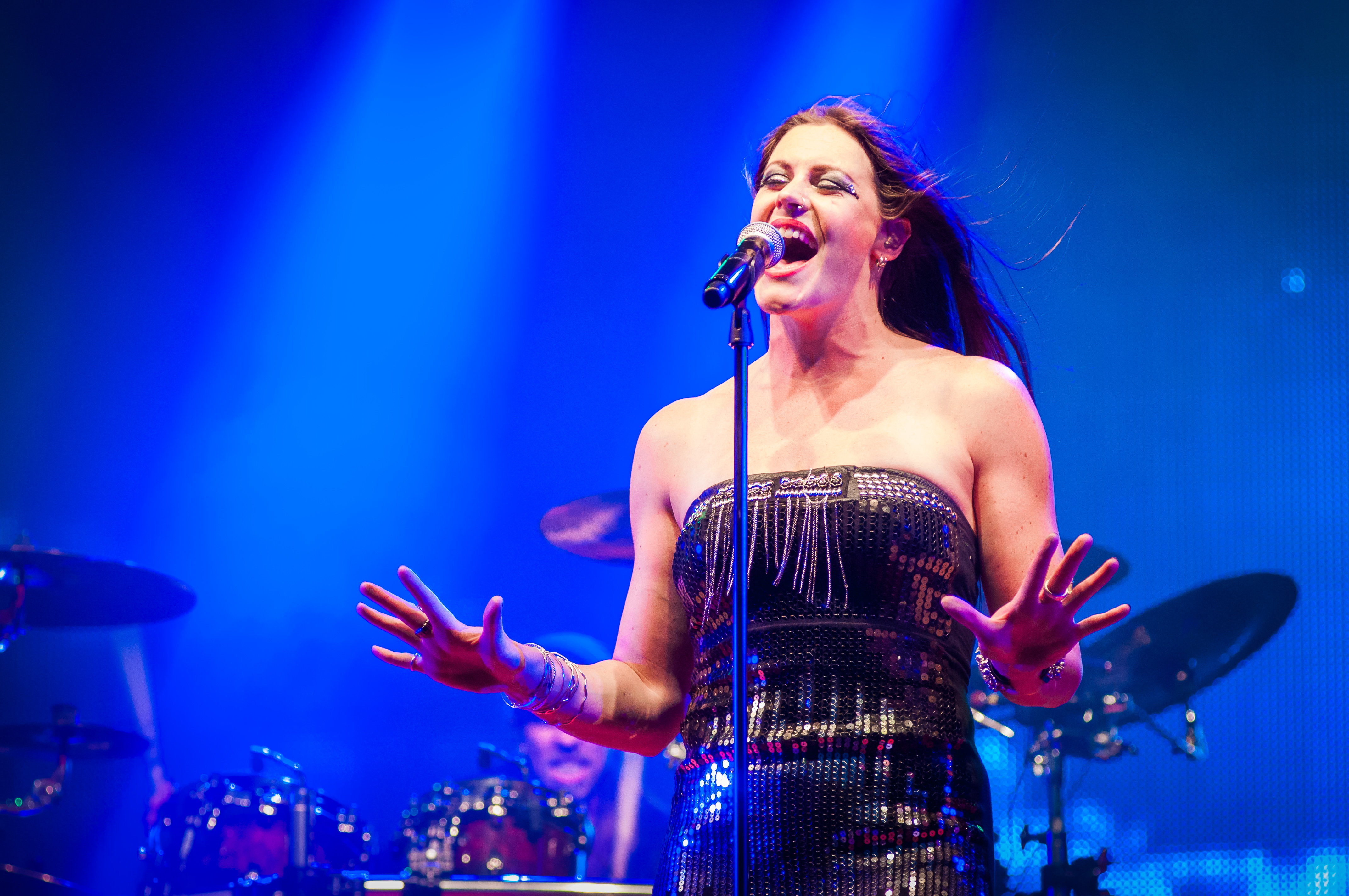
Floor Jansen

Im Vorfeld des Albums kam es zu mehreren Besetzungswechseln innerhalb der Band. Am 1. Oktober 2012 gaben Nightwish auf ihrer Website die einvernehmliche Trennung von ihrer damaligen Sängerin Anette Olzon bekannt. Als Ersatz wurde die ehemalige After-Forever-Sängerin Floor Jansen verpflichtet. Im Oktober 2013 gab die Band bekannt, dass neben Floor Jansen auch Troy Donockley (Uilleann Pipes, Tin Whistle) zu einem festen Bandmitglied geworden ist. Damit wurden Nightwish erstmals in ihrer Bandgeschichte zu einem Sextett.
Schließlich gab die Band im August 2014 bekannt, dass sich Schlagzeuger Jukka Nevalainen aufgrund von starken Schlafstörungen nicht an den Aufnahmen und der folgenden Tournee beteiligen wird. Laut Tuomas Holopainen wird Nevalainen weiterhin fester Bestandteil der Band bleiben. Als Ersatzmann verpflichtete die Band Kai Hahto, der zuvor bei Bands wie Rotten Sound, Swallow the Sun und Wintersun spielte. 2019 gab die Band bekannt, dass Hahto fortan festes Bandmitglied werde und sich Nevalainen künftig in das Bandmanagement zurückziehen werde.

### Songwriting
Die Musik und die Texte des Albums wurden zum größten Teil von Tuomas Holopainen geschrieben. Das Album schrieb er zwischen Ende 2013 und Anfang 2014, wobei er gleichzeitig an seinem Soloalbum The Life and Times of Scrooge arbeitete. Für Endless Forms Most Beautiful arbeitete Holopainen überwiegend in der Nacht und am frühen Morgen. Neben Holopainen steuerte der Bassist Marco Hietala große Teile zum Album bei. Er hatte in seinem eigenen kleinen Tonstudio Ideen gesammelt und auf eine CD gebrannt, die er Tuomas Holopainen zukommen ließ. Sängerin Floor Jansen war im Gegensatz zu ihrer alten Band After Forever bzw. ihrer derzeitigen zweiten Band ReVamp nicht in das Songwriting eingebunden.

„Ich habe mich wirklich nicht gefühlt, als müsste ich dabei mitwirken, weil ich wusste, dass es großartig werden würde. […] Ich legte all meine kreative Energie ins Singen der Songs auf die Weise, wie ich das tue.“

Laut dem Co-Produzenten und Tontechniker Tero Kinnunen habe Jansen vielfach eigene Ideen und Vorschläge eingebracht, während ihre Vorgängerinnen Tarja Turunen und Anette Olzon eher das umsetzen, was ihnen vorgegeben wurde. Mit dem Bassisten Marco Hietala entwickelte Jansen viele Gesangsharmonien, was sich in einem erhöhten Gesangsanteil von Hietala niederschlug. Im Mai 2014 nahmen Holopainen und Hietala zusammen mit Tero Kinnunen in der südfinnischen Stadt Hattula ein Demo mit zwölf Liedern als Arbeitsgrundlage auf.
Troy Donockley überprüfte laut Marco Hietala die von Holopainen verfassten Texte. Da Donockleys Muttersprache Englisch ist, konnte er laut Hietala „ungewollt lustige oder peinliche Textpassagen korrigieren“.

### Aufnahmen
Im September 2014 mietete sich die Band im Pfadfinderlager Röskö in der ostfinnischen Gemeinde Eno ein Haus, in dem ein kleines Tonstudio eingebaut wurde. Die Band nahm dabei Schlagzeug, Keyboards, Gitarre, Bass und den Gesang auf. Während der Aufnahmen wurden die Bandmitglieder in zwei Unfälle verwickelt. Zunächst zogen sich nach einem Jet-Ski-Unfall Troy Donockley eine Verletzung am Brustkorb und Marco Hietala einen Rippenbruch zu. Wenige Tage später wollte Hietala in den nahe gelegenen See springen, blieb dabei an der Reling hängen und brach sich dabei die Hand an. Nach eigener Aussage verletzte sich Hietala nicht die Hand für das Griffbrett seines Basses, so dass er sein Instrument selber einspielen konnte.
Marco Hietala benötigte für die Aufnahmen des Basses nur einen oder zwei Takes. Floor Jansen verwendete bei den Aufnahmen weitgehend ihre Brust- und Mittelstimme ("Klargesang") und Belting. Laut Tuomas Holopainen habe von den zehn Liedern des neuen Albums nur ein Titel nach Jansens klassischer Stimme verlangt. Im Stück Yours Is An Empty Hope steuerte sie Growls bei. Troy Donockley konnte seine Instrumente nach seinem Unfall im „Sommercamp“ noch rechtzeitig vor Beginn der Orchesteraufnahmen aufnehmen. Neben seinen Blasinstrumenten kam noch eine irische Bouzouki und ein Bodhrán zum Einsatz. Bei dem Lied My Walden trägt er zudem einen kurzen Text in walisischer Sprache vor.
Während Nightwish vor den Aufnahmen für Orchester und Chor in London bislang lediglich Demos aufgenommen haben, konnte die Band bei Endless Forms Most Beautiful erstmals komplett fertige Aufnahmen vorweisen. Die Band stand lange Zeit mit Pip Williams in Kontakt, der für das Arrangieren von Orchester und Chor zuständig war. Hatte die Band die Strukturen eines Liedes verändert, musste Williams bereits vorhandene Ideen verwerfen. Dies betraf laut Williams vor allem die Celli und die Bässe. Insgesamt sind auf dem Album ein 52-köpfiges Orchester und ein 38-köpfiger Chor zu hören.

### Mixing und Mastering
Das Mixing übernahmen wie bei den bisherigen Alben Miko Karmilla und Mika Jussila, wobei beide von Tuomas Holopainen und Tero Kinnunen assistiert wurden. Aufgrund der Komplexität der Musik, bei der jedes Lied über mehr als 200 Tonspuren verfügt, zog sich der Prozess über einen längeren Zeitraum hin als üblich. Das abschließende Lied The Greatest Show on Earth bringt es sogar auf 630 Spuren. Während Miko Karmilla für eine normale Produktion zwei Wochen für das Abmischen braucht, waren bei Endless Forms Most Beautiful zwei Monate nötig. Sein Kollege Mika Jussila benötigte für das Mastering mit 70 Stunden sieben Mal so lange wie normal. Mitte Dezember 2014 wurde das Album fertig gestellt.

### Veröffentlichung
Während des Entstehungsprozesses veröffentlichte die Band über die Plattform YouTube in regelmäßigen Abständen kurze Videotrailer, die die Band bei der Arbeit am neuen Album zeigt. Im Gegensatz zu den früheren Alben verzichtete die Band als auch ihre Plattenfirma Nuclear Blast darauf, die Presse vorab mit dem neuen Album zu bemustern. Mit dieser Maßnahme sollte verhindert werden, dass das Album bereits vor dem Veröffentlichungstermin im Internet auftaucht. Die erste Singleauskopplung Élan stand bereits wenige Tage vor der geplanten Veröffentlichung im Internet.
Neben der regulären CD-Version erschien das Album als limitiertes Digibook, die eine Bonus-CD enthält. Auf dieser CD sind alle Titel in Instrumentalversionen vorhanden. Darüber hinaus wurde ein limitiertes Earbook mit einem 48-seitigen Booklet veröffentlicht, die neben einer CD mit Instrumentalversionen auch noch eine CD mit den Orchesterversionen der Lieder mit sich bringt. Des Weiteren wurde das Album als limitierte Doppel-LP in verschiedenen Farben bzw. als Picture Disc herausgebracht. Das Albumcover wurde vom finnischen Künstler ToxicAngel (bürgerlich: Janne Pitkänen) entworfen.
Am 30. Oktober 2015 wurde die so genannte „Tour-Edition“ des Albums veröffentlicht. Diese Auflage des Albums ist limitiert und enthält eine Bonus-DVD. Auf der DVD befinden sich die 21 Videotrailer vom Entstehungsprozess des Albums. Darüber hinaus befinden sich auf der DVD zwei unveröffentlichte Livemitschnitte der Lieder Yours Is an Empty Hope und Stargazers, so genannte „Specials Clips“ der Lieder Planet Hell, Last of the Wilds, Storytime, Arabesque und Last Ride of the Day und eine Fotogalerie mit mehr als 400 Bildern. Über den Onlineshop von Nuclear Blast ist die DVD auch separat erhältlich. Darüber hinaus bietet Nuclear Blast eine „Mailorder Tour Edition“ an, bestehend aus der CD, der DVD und einem exklusiven Patch.
Vorab wurde am 13. Februar 2015 das Lied Élan als Single ausgekoppelt. Darüber hinaus wurde ein Musikvideo gedreht und veröffentlicht. Die Single enthält als Zugabe das Lied Sagan, das nicht auf dem Album veröffentlicht wurde. Als zweite Single wird am 8. Mai 2015 das Titellied Endless Forms Most Beautiful veröffentlicht. Diese Single enthält als Bonusmaterial eine Instrumentalversion des Liedes Sagan. Anlässlich des Record Store Day am 16. April 2016 wurde mit My Walden eine dritte Single veröffentlicht. Diese Single ist limitiert und erscheint als 12"-Single auf goldenen bzw. dunkelgrünen Vinyl. Als B-Seiten enthält die Single Livemitschnitte der Lieder Ghost River und Ghost Love Score, die beide beim Auftritt der Band beim Wacken Open Air im Jahre 2013 mitgeschnitten wurden.

## Inhalt

### Der Albumtitel
Der Titel des Albums ist dem Buch Über die Entstehung der Arten von Charles Darwin entnommen. Dort heißt es im Schlusssatz:

„There is grandeur in this view of life, with its several powers, having been originally breathed into a few forms or into one; and that, whilst this planet has gone cycling on according to the fixed law of gravity, from so simple a beginning endless forms most beautiful and most wonderful have been, and are being, evolved.“

„Es ist wahrlich etwas Erhabenes um die Auffassung, daß der Schöpfer den Keim alles Lebens, das uns umgibt, nur wenigen oder gar nur einer einzigen Form eingehaucht hat und daß, während sich unsere Erde nach den Gesetzen der Schwerkraft im Kreise bewegt, aus einem so schlichten Anfang eine unendliche Zahl der schönsten und wunderbarsten Formen entstand und noch weiter entsteht.“

### Konzept

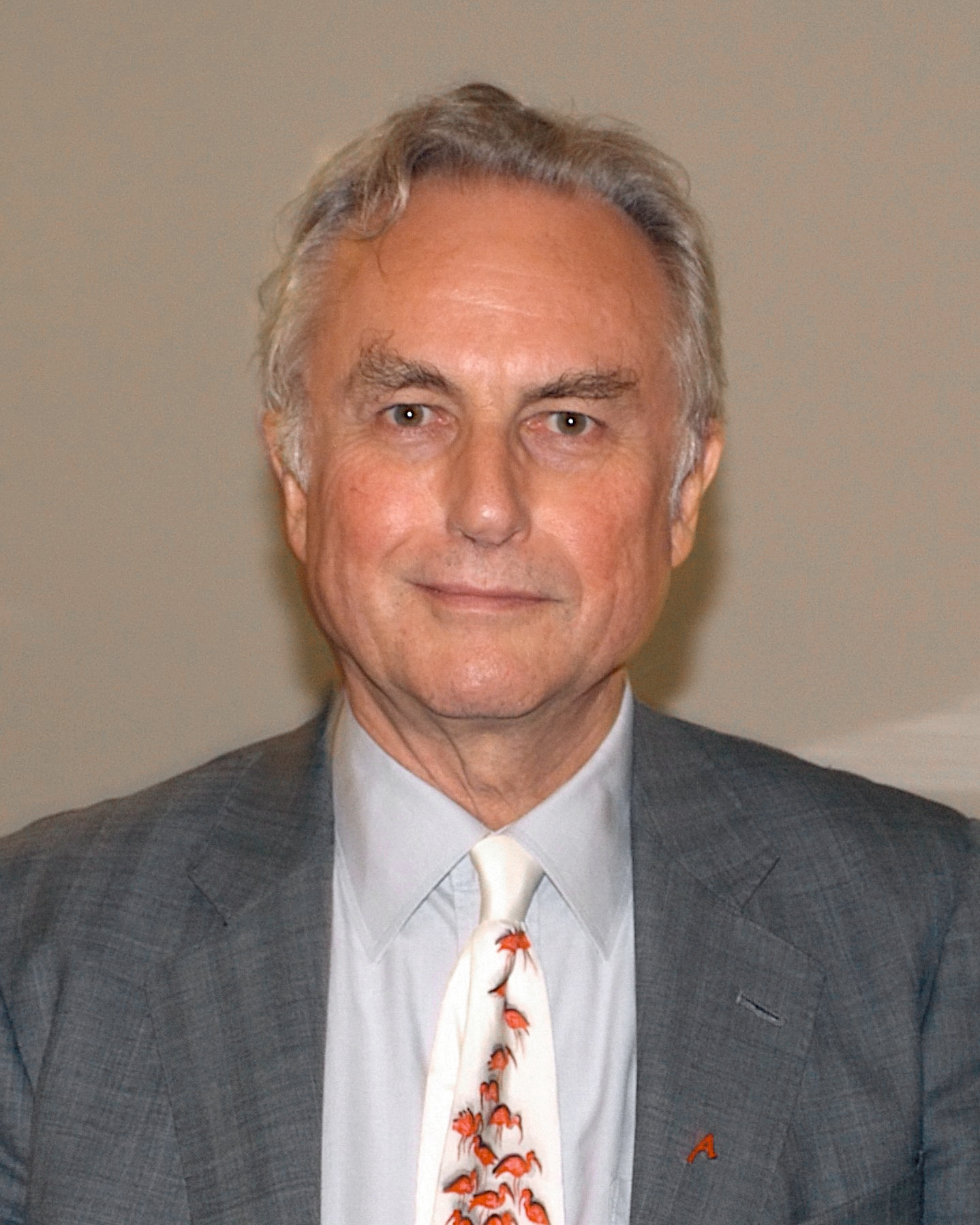
Richard Dawkins

Die Idee, ein Album über die Evolutionstheorie zu schreiben, entstand laut Tuomas Holopainen während der Tournee zum Vorgängeralbum Imaginaerum. Holopainen hatte sich zu dieser Zeit intensiv mit den literarischen Werken von Wissenschaftsautoren wie Richard Dawkins und Carl Sagan beschäftigt. An einem freien Tag sahen sich Holopainen, Troy Donockley und Jukka Nevalainen in einem Hotelzimmer in Neuseeland über das Internet Videos des britischen Wissenschaftlers Richard Dawkins an. Donockley hatte daraufhin die Idee, Dawkins für das Album zu verpflichten und schrieb einen Brief an Dawkins, der zunächst nicht beantwortet wurde.
Erst nach einem zweiten Brief, in dem die Band ihre Beweggründe darlegte, erhielten Nightwish die Zusage von Dawkins. Laut Tuomas Holopainen hatte Dawkins zum damaligen Zeitpunkt noch nie etwas über die Band gehört und informierte sich über das Internet über die Musik der Band. In einem Studio in Oxford wurden nach Abschluss der Orchesteraufnahmen in London Dawkins Beiträge zum Album aufgenommen. Dabei las er Auszüge aus seinen Büchern vor, die bei den Liedern Shudder Before the Beautiful und The Greatest Show on Earth verwendet wurden.

### Kontroverse
Die Ankündigung der Band, dass Richard Dawkins als Gast auf dem Album auftreten wird, sorgte in den USA unter Kreationisten für Kontroversen. Tuomas Holopainen berichtete in einem Interview mit dem deutschen Magazin Metal Hammer davon, dass einige Fans in den USA ihre bereits gekauften Konzertkarten zurückgegeben haben. Ein Fan habe sogar seine Nightwish-Alben verbrannt. Holopainen zeigte sich überrascht über diese Proteste, während Floor Jansen von „mittelalterlichen Reaktionen“ sprach. Sie stellte in dem Interview klar, dass die Band niemanden verspotten oder Anhänger von Darwin gewinnen will. Lediglich Troy Donockley hatte mit Protesten gerechnet.

„Die Wirklichkeit ist schön, und Wissenschaft enthüllt sie für uns. Warum sollten sich die Menschen davor fürchten? Wer die Schwerkraft in Frage stellt, kann trotzdem nicht davonfliegen. Aber wir sollen ungesehen an sprechende Schlangen, fliegende Pferde und einen Mann, der von den Toten aufersteht, glauben?“

### Bedeutungen der Lieder
Bei Our Decades in the Sun zollen laut Tuomas Holopainen die Bandmitglieder Tribut an ihre jeweiligen Eltern. Es war für ihn das am schwierigsten zu erstellende Lied. Das Lied Edema Ruh handelt von einer Gruppe reisender Musiker und ist laut Holopainen ein Lied über die Band selbst. Inspiriert wurde er dabei von der Buch-Trilogie The Kingkiller Chronicles des US-amerikanischen Fantasy-Schriftstellers Patrick Rothfuss. Bei Alpenglow handle es sich nach Angaben von Holopainen um ein Lied über die Liebe. Er betonte ebenfalls, dass er Wert darauf lege sich universellen Themen wie beispielsweise Tod, Verlangen oder Liebe aus einem anderen Blickwinkel anzunähern und dass das wichtigste Geheimnis vor allem sei, diese Geschichten und Emotionen in Musik zu übersetzen. The Eyes of Sharbat Gula bezieht sich auf die afghanische Frau Sharbat Gula. Sie wurde bekannt durch ein Porträt des Fotografen Steve McCurry, das sie als Zwölfjährige in einem pakistanischen Flüchtlingslager zeigt. Das Bild zierte im Juni 1985 das Titelbild der Zeitschrift National Geographic. Das Lied beschreibt das Thema Kinder im Krieg. Da es Holopainen schwerfiel, einen passenden Text zu schreiben, wurde schließlich ein Instrumental daraus. Im Verlauf ist ein Kinderchor zu hören. Während des Liedes The Greatest Show on Earth ist Geschrei von Primaten zu hören. Dies soll laut Tuomas Holopainen den Übergang vom Affen zum Menschen symbolisieren.

## Rezeption

### Rezensionen
Für Gunnar Sauermann vom deutschen Magazin Metal Hammer hat Endless Forms Most Beautiful „unendlich viel Spannung zu bieten“. Das Album würde „detailverliebt, komplex und vielschichtig für Staunen und immer neue Entdeckungen sorgen“. Da Nightwish in ihrem Genre das Maß aller Dinge sind, vergab Sauermann die Höchstpunktzahl von sieben Punkten. Christian Ulbrich vom österreichischen Magazin Stormbringer.at bezeichnete Endless Forms Most Beautiful als ein „verdammt stimmiges und ergreifendes Werk“, das „sehr zugänglich und zugleich sehr progressiv“ ist. Lediglich das Lied The Eyes of Sharbat Gula wäre zu lang und geht komplett unter. Ulbrich vergab vier von fünf Punkten.
Daniel Køtz von CDstarts.de urteilte hingegen, dass vor allem nach dem „fantastischen“ Imaginaerum und Holopainens Solo-Album Music Inspired by the Life and Times of Scrooge „eine Enttäuschung sei“. Køtz beschrieb das Material als „stellenweise zu uninspiriert, zu routiniert und arm an echten Höhepunkten“. Er vergab fünf von zehn möglichen Punkten.

### Chartplatzierungen
Das Album stieg auf Platz eins der finnischen Albumcharts ein. Für Nightwish war es das sechste Studioalbum in Folge, mit dem sie es an die Spitze der finnischen Albumcharts schafften. Eine weitere Nummer-eins-Platzierung erreichte das Album in der Tschechischen Republik. In Deutschland und der Schweiz belegte das Album jeweils den zweiten und in den Niederlanden den dritten Platz. Platz vier erreichte das Album in Österreich und Schweden. Weitere Top-Ten-Platzierungen erreichte Endless Forms Most Beautiful in Mexiko (Platz sechs), Griechenland (Platz neun) sowie in Frankreich und Polen (jeweils Platz zehn). In den US-amerikanischen Albumcharts belegte das Album Platz 34 und wurde in der ersten Woche nach der Veröffentlichung rund 18.000 Mal verkauft.
Die erste Single Élan stieg auf Platz drei der finnischen Singlecharts ein. In Deutschland und der Schweiz erreichte die Single jeweils Platz 33, während es in Österreich zu Platz 53 reichte.

### Auszeichnungen
Die Band wurde mit zwei Emmas, dem finnischen Äquivalent der Grammy Awards, ausgezeichnet. Nightwish gewannen in den Kategorien Metalalbum des Jahres sowie Export des Jahres. Mit nunmehr 14 Emmas sind Nightwish die erfolgreichsten Künstler in der Geschichte des Emmas. Das Lied Shudder Before the Beautiful wurde bei den Metal Hammer Awards 2015 mit dem Preis in der Kategorie Metal Anthem ausgezeichnet. Bei dem deutschen Musikpreis Echo wurde das Album 2016 in der Kategorie Gruppe Rock/Alternative (international) nominiert, der Preis ging jedoch an die britische Band Iron Maiden für ihr Album The Book of Souls.